# Rokujo
Keizer Rokujō (六条天皇, Rokujō-tennō, 28 december 1164 - 23 augustus 1176) was de 79e keizer van Japan, volgens de traditionele opvolgvolgorde. Hij regeerde van 1165 tot 1168. In praktijk had hij echter geen macht, ten eerste vanwege zijn jonge leeftijd en ten tweede omdat zijn grootvader, Go-Shirakawa, nog regeerde als Insei-keizer.
Rokujō’s persoonlijke naam was Nobuhito-shinnō. Hij werd ook Yoshihito- of Toshihito-shinnō genoemd.. Hij was de zoon van keizer Nijo. Direct bij zijn geboorte werd hij al benoemd tot kroonprins. Toen Rokujō amper acht maanden oud was, werd Nijo zwaar ziek en zag zich genoodzaakt af te treden. Hij stierf niet veel later. Zodoende kwam Rokujō ondanks zijn jonge leeftijd toch al op de troon.
Na drie jaar werd Rokujō door de Taira-clan gedwongen tot aftreden ten gunste van zijn oom, keizer Takakura. Rokujō stierf uiteindelijk op 11-jarige leeftijd. Derhalve liet hij geen kinderen en dus ook geen eigen erfgenamen na. Hij ligt begraven in de Seikanji no misasagi (清閑寺陵) in Kioto.
* Regent Jingu staat niet op de traditionele lijst.